# نانيت كومستوك
نانيت كومستوك (بالإنجليزية: Nanette Comstock)‏ هي ممثلة أمريكية، ولدت في 17 يوليو 1866 في ألباني في الولايات المتحدة، وتوفيت في 22 يونيو 1942 في نيويورك في الولايات المتحدة.

## وصلات خارجية
- نانيت كومستوك على موقع قاعدة بيانات برودواي على الإنترنت (الإنجليزية)